# اورشلیم از طلا

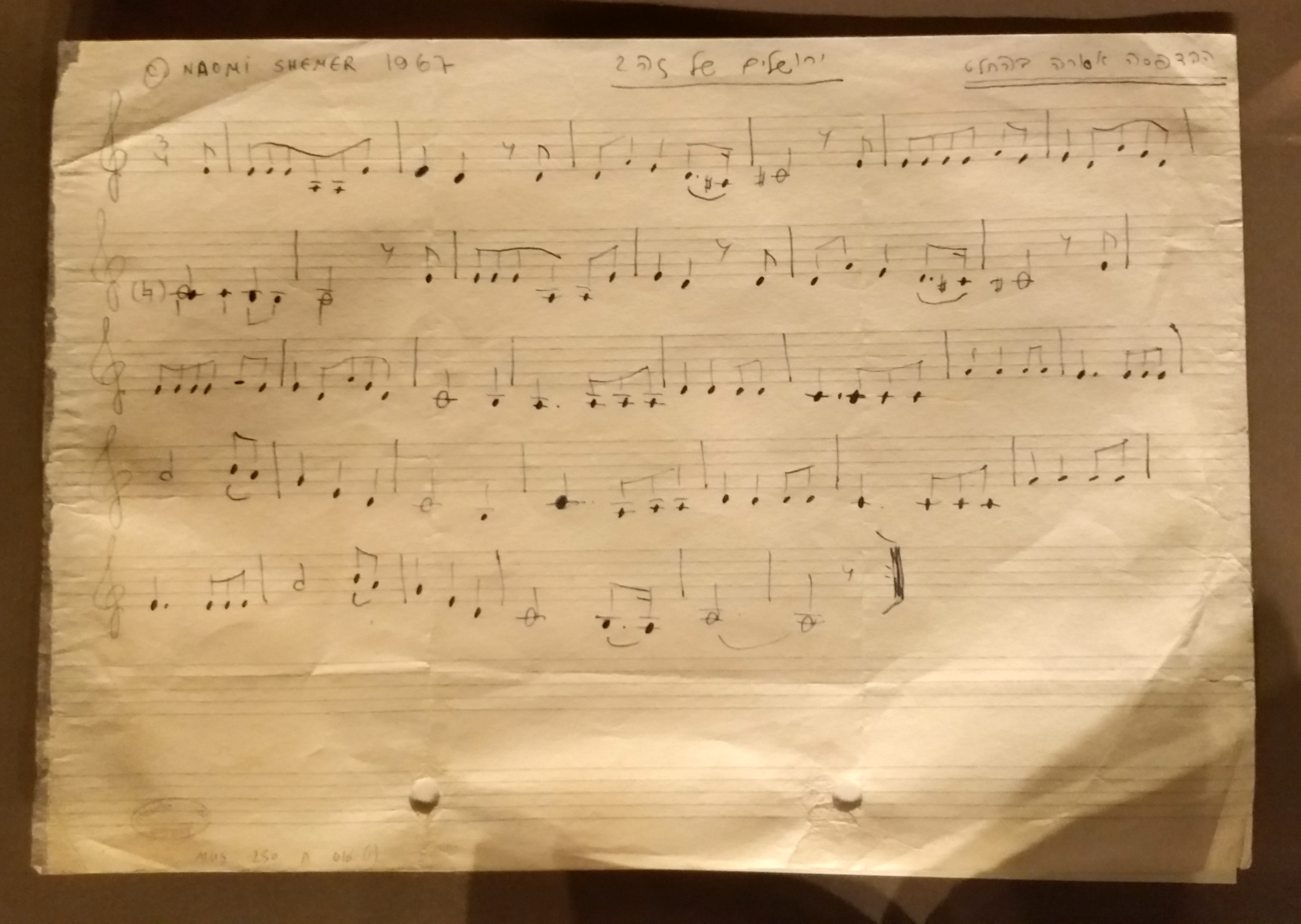
تصویر اورشلیم از طلا به زبان عبری

اورشلیم از طلا (به عبری: ירושלים של זהב، Yerushalayim Shel Zahav)، یک آهنگ اسرائیلی است که توسط
نائومی شمر نوشته شده. این آهنگ به عنوان سرود ملی غیررسمی اسرائیل هم شناخته می‌شود که از نظر مفهومی در مقابل هاتیکوا قرار می‌گیرد. آهنگ اصلی توصیفی از اشتیاق دوهزار ساله مردم یهود برای بازگشت به اورشلیم است. برای جشن گرفتن الحاق مجدد اورشلیم شرقی بعد از ۱۶ سال به اسرائیل، در پی پیروزی در جنگ شش‌روزه، نائومی شمر قسمت دیگری نیز به آهنگ اضافه کرد.

## استفاده از آهنگ
نسخه دیگری از این آهنگ در موسیقی متن فیلم فهرست شیندلر استفاده شده. این آهنگ هنگامی که یهودیان بازمانده، به طرف شهری نزدیک اردوگاه قدم می‌زدند پخش شد. البته پخش آهنگ اورشلیم از طلا در این قسمت از فیلم برای بینندگان یهودی عجیب بود، زیرا این آهنگ در سال ۱۹۶۷ نوشته شده بود، یعنی حدود ۲۲ سال بعد از هولوکاست.